# Zbór Kościoła Chrześcijan Baptystów w Sopocie
Zbór Kościoła Chrześcijan Baptystów w Sopocie – zbór Kościoła Chrześcijan Baptystów znajdujący się w Sopocie, przy ulicy Chopina 32.